# Trivignano Udinese
Trivignano Udinese (furlanisch Trivignàn) ist eine nordostitalienische Gemeinde (comune) mit 1539 Einwohnern (Stand 31. Dezember 2023) in der Region Friaul-Julisch Venetien. Die Gemeinde liegt etwa 15 Kilometer südsüdöstlich von Udine am Zusammenfluss des Natisone mit dem Torre.
Die Fraktion Clauiano ist Mitglied der Vereinigung I borghi più belli d’Italia („Die schönsten Orte Italiens“).